# Церква Святого Олександра Невського (Ґалаґани)
Церква Святого Олександра Невського — православний храм у Києві на Ґалаґанах, збудований у 1891—1893 роках та знищений у 1930-х роках. Розташовувався на лівому (південному) боці Брест-Литовського шосе, сучасна адреса — проспект Перемоги, 73-б. Храм було закрито в 1934 році і перетворено на будинок культури Верстатобудівного заводу. На початку 1936 року храм було остаточно знесено.

## Історія храму
1876 року в селі Рубежівка (нині Михайлівка-Рубежівка) було засновано колонію для неповнолітніх правопорушників, яку вже в 1884 році було переведено до Києва. Для колонії виділили ділянку землі ліворуч від Брест-Литовського шосе (сучасний проспект Перемоги), неподалік хутора Ґалаґани (нині це територія навколо ВАТ «Київський верстатобудівний концерн», «Завод верстатів-автоматів ім. Горького», сучасний завод «Веркон»; розташована між станціями метро «Нивки» та «Святошин»). Київське передмістя Галагани було засноване за Миколи І в 1836 році. У 1923 році Ґалаґани увійшли до складу міста Києва. Тут було споруджено декілька споруд колонії — майстерні та виправні споруди колонії, що «Перебувала під Найвищою Його імператорської Величності опікою». Ця колонія зберегла назву Рубежівської.
6 грудня 1891 року було закладено, а 1893 року освячено храм в ім'я Св. Олександра Невського. Храм будувався за проєктом відомого київського архітектора Володимира Ніколаєва. Це був невеликий храм, збудований у популярному в той час «московсько-ярославському» (псевдоросійському) стилі, своїми формами він нагадував храм Василя Блаженного в Москві, мав 1 центральний купол та 4 невеликих з боків, а також декоративні маківки.
Однак славився храм і своїми розписами — храм розписували ті ж художники, що брали участь у розписах Володимирського собору. Значну роль у розписуванні храму становили В. Котарбінський, В. Васнецов, І. Селезньов та П. Свєдомський. Церква, окрім унікального розпису, мала ще й чудовий іконостас.
Храм було закрито в 1934 році, поряд з ним було збудовано будинок культури заводу верстатів-автоматів ім. Горького (тепер на місці колишнього будинку культури, колишня адреса проспект Перемоги, 71-А, зпоруджено житловий комплекс «Наш будинок») і кілька будинків по проспекту Перемоги та вул. Горбачова (тепер вул. Ґалаґанівська) та встановлено пам'ятник А. Горькому. Саму ж церкву, за наказом тодішнього директора заводу перетворено на будинок культури Верстатобудівного заводу. На початку 1936 року храм було остаточно зруйновано. 
Тоді ж було знищено кладовище поблизу храму, де було більше ніж 500 поховань із числа священиків церкви, померлих малолітніх злочинців, воно розташовувалося на схід від нинішньої Галаганівської вулиці, на його місці тепер розташовані гаражі.
Про храм довгі десятиліття нагадували лише вулиці Олександрівська та Невська (нині Нивська) на Нивках. Останній священик церкви настоятель — отець Іоанн був у 1934 році заарештований та розстріляний за два роки у 1936 році.
У 2001 року було зареєстровано парафію Св. Олександра, а протягом 2003—2006 років — споруджено невеличкий храм Св. Пантелеймона практично на місці, де був розташований Олександро-Невський храм. На його ж місці[якому?] встановлено хрест і планується відбудова храму[уточнити].